# Trần Huệ Hoa
Trần Huệ Hoa (ur. 8 sierpnia 1991) – wietnamska lekkoatletka specjalizująca się w skoku wzwyż i trójskoku.
Wielokrotna złota medalistka mistrzostw Wietnamu
Rekordy życiowe: skok wzwyż – 1,80 (20 grudnia 2010, Đà Nẵng); trójskok – 14,12 (17 grudnia 2013, Naypyidaw) – rekord Wietnamu.

## Osiągnięcia
| Rok  | Impreza                             | Konkurencja | Miejsce    | Lokata     | Wynik (m) |
| ---- | ----------------------------------- | ----------- | ---------- | ---------- | --------- |
| 2010 | Mistrzostwa Azji juniorów           | Hanoi       | skok wzwyż | 2. miejsce | 1,76      |
| 2011 | Igrzyska Azji Południowo-Wschodniej | Palembang   | trójskok   | 1. miejsce | 13,76     |
| 2013 | Mistrzostwa Azji                    | Pune        | trójskok   | 5. miejsce | 13,28     |
| 2013 | Igrzyska Azji Południowo-Wschodniej | Naypyidaw   | trójskok   | 3. miejsce | 14,12     |
| 2014 | Igrzyska azjatyckie                 | Incheon     | trójskok   | 8. miejsce | 13,58     |